# Secolul al XIX-lea î.Hr.
(Secolul al XIX-lea î.Hr. - Secolul al XVIII î.Hr. - Secolul al XVII-lea î.Hr. - Secolul al XVI-lea î.Hr. - Secolul al XV-lea î.Hr. - Secolul al XIV-lea î.Hr. - Secolul al XIII-lea î.Hr. - Secolul al XII-lea î.Hr. - Secolul al XI-lea î.Hr. - Secolul al X-lea î.Hr. - Secolul al IX-lea î.Hr. - Secolul al VIII-lea î.Hr. - Secolul al VII-lea î.Hr. - alte secole)

## Evenimente
- 1800 î.Hr. - În Finlanda de Sud și de Vest pătrund populații de origine incertă (central-europeană-?, uralică-?).
- Imperiul Hitit în Hattusa, Anatolia.
- 1900 î.Hr.: invaziile proto-grecești din Grecia.
- C. 1900 î.Hr.: Perioada Protopalatia începe în Creta.
- C. 1900 î.Hr.: Căderea dinastiei sumeriene
- C. 1900 î.Hr.: Perioada târzie Harappa în Valea Indusului
- C. 1900 î.Hr.: Mokaya de-a lungul coastei Pacificului de azi Chiapas, Mexic - se prepară băuturi de cacao
- C. 1900 î.Hr.: Portul  Lothal este abandonat.
- C. 1897 î.Hr.: Senwosret al II-lea (Dinastia XII) a construit Kahun lângă mormântul său complex -Piramida de la el-Lahun.
- C. 1880 î.Hr.: Faraon Senwosret al II-lea
- 1878 î.Hr.: Senwosret al II-lea (dinastia XII) a murit.
- C. 1878 î.Hr.: Senwosret III (Dinastia XII)
- 1876 î.Hr.: Israelienii intră în Egipt, după doi ani de foamete
- C. 1860 î.Hr.: Senusret III inspectează frontiera nubiană, el conduce patru campanii punitive împotriva Nubienilor.

## Galerie

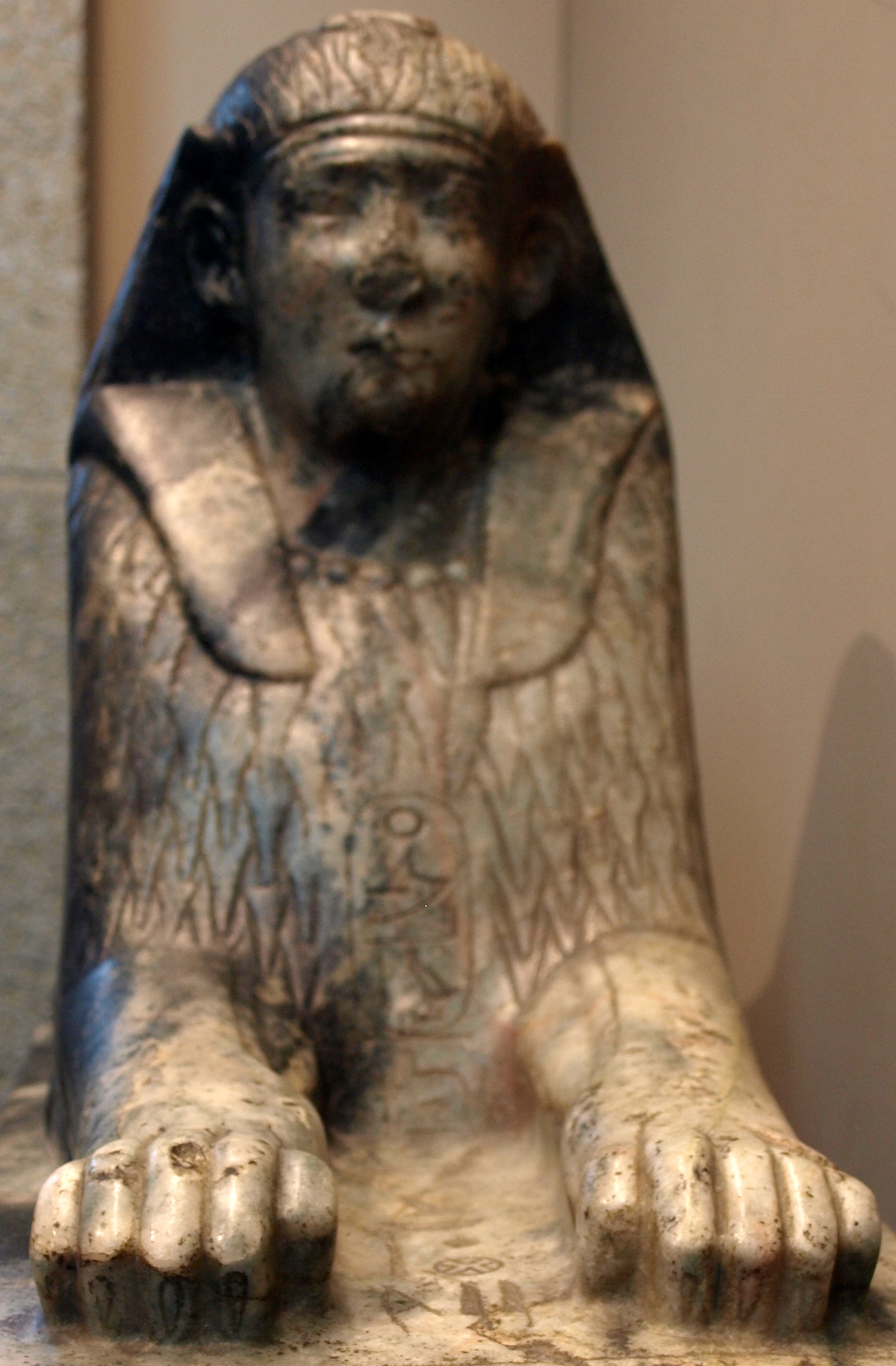
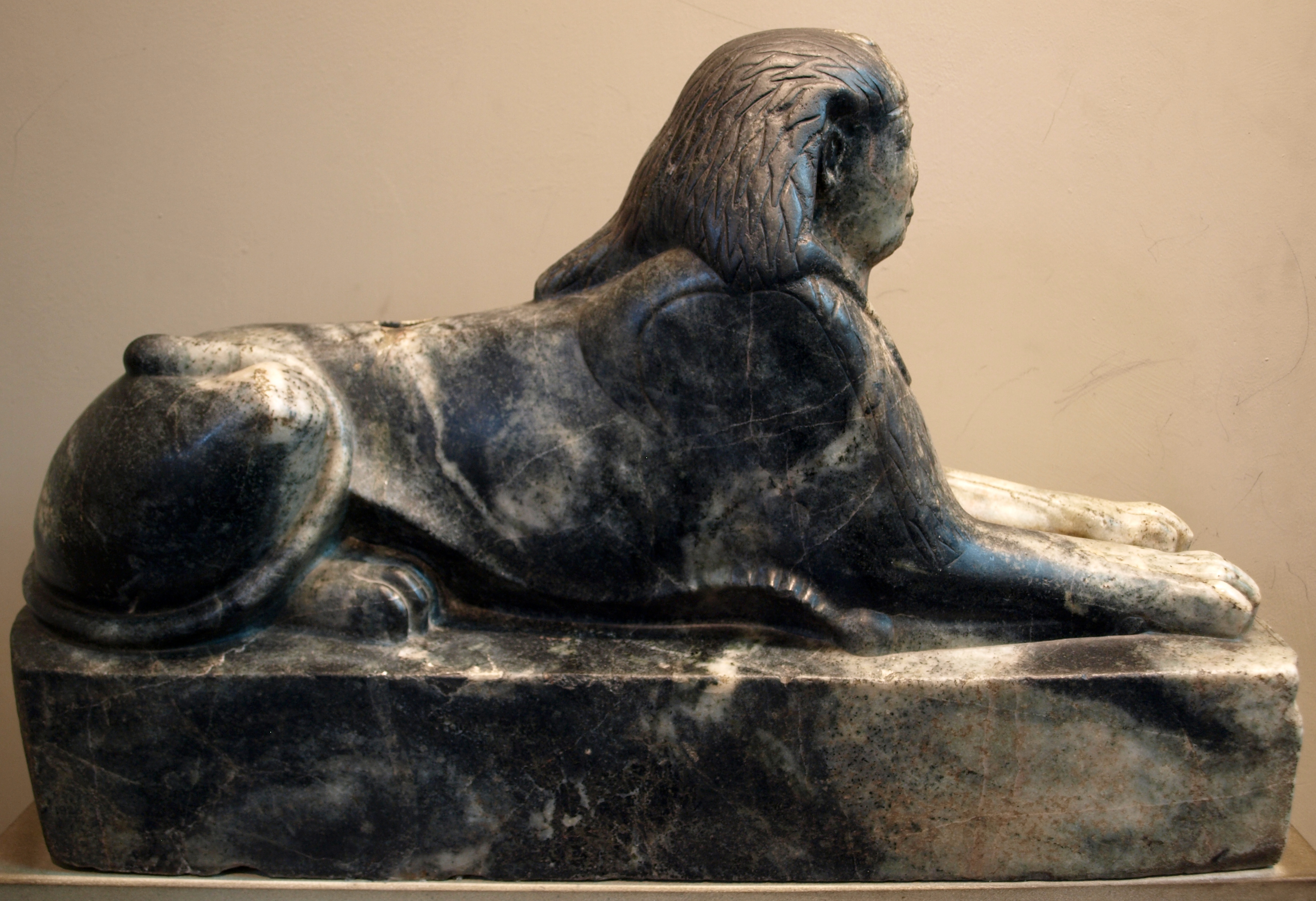
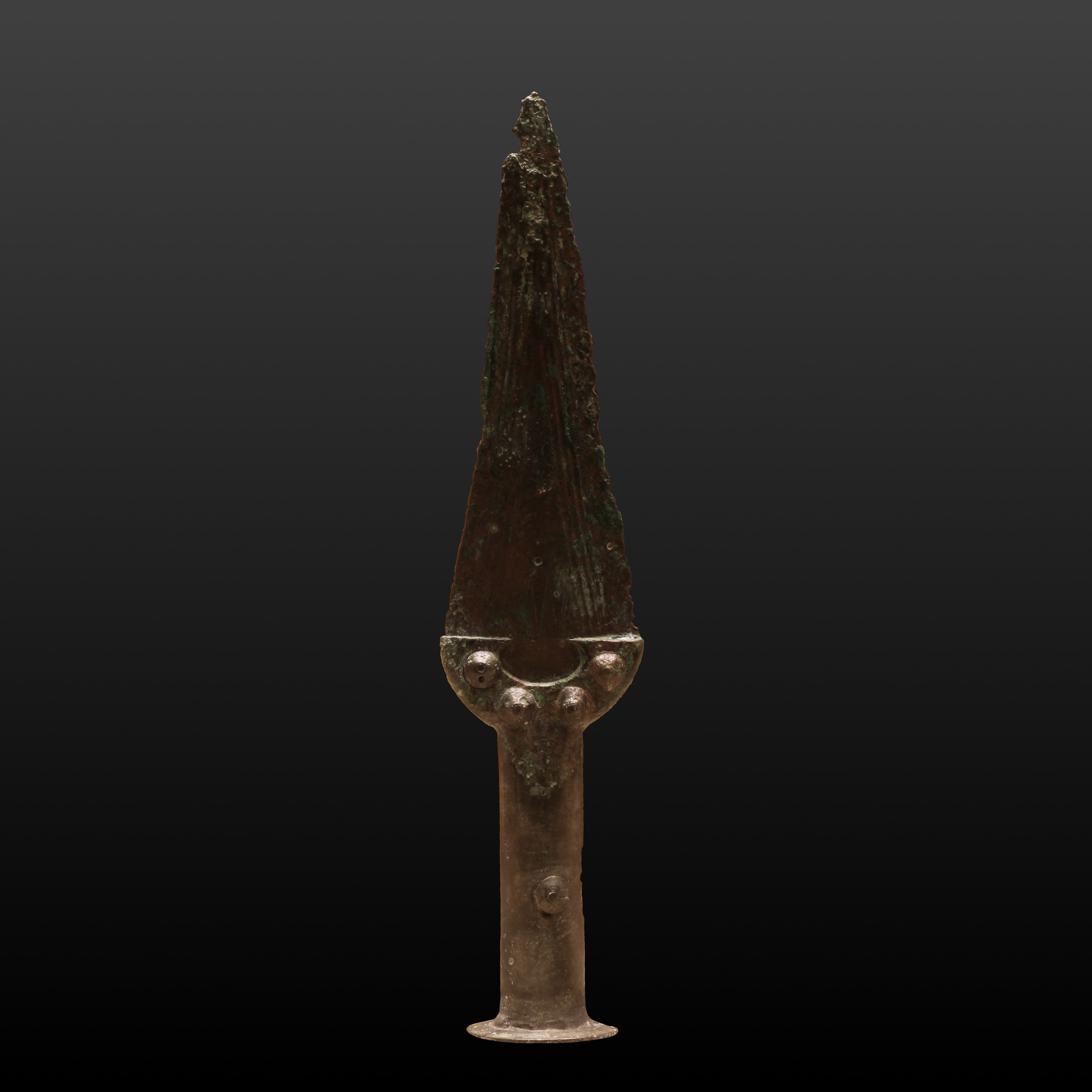
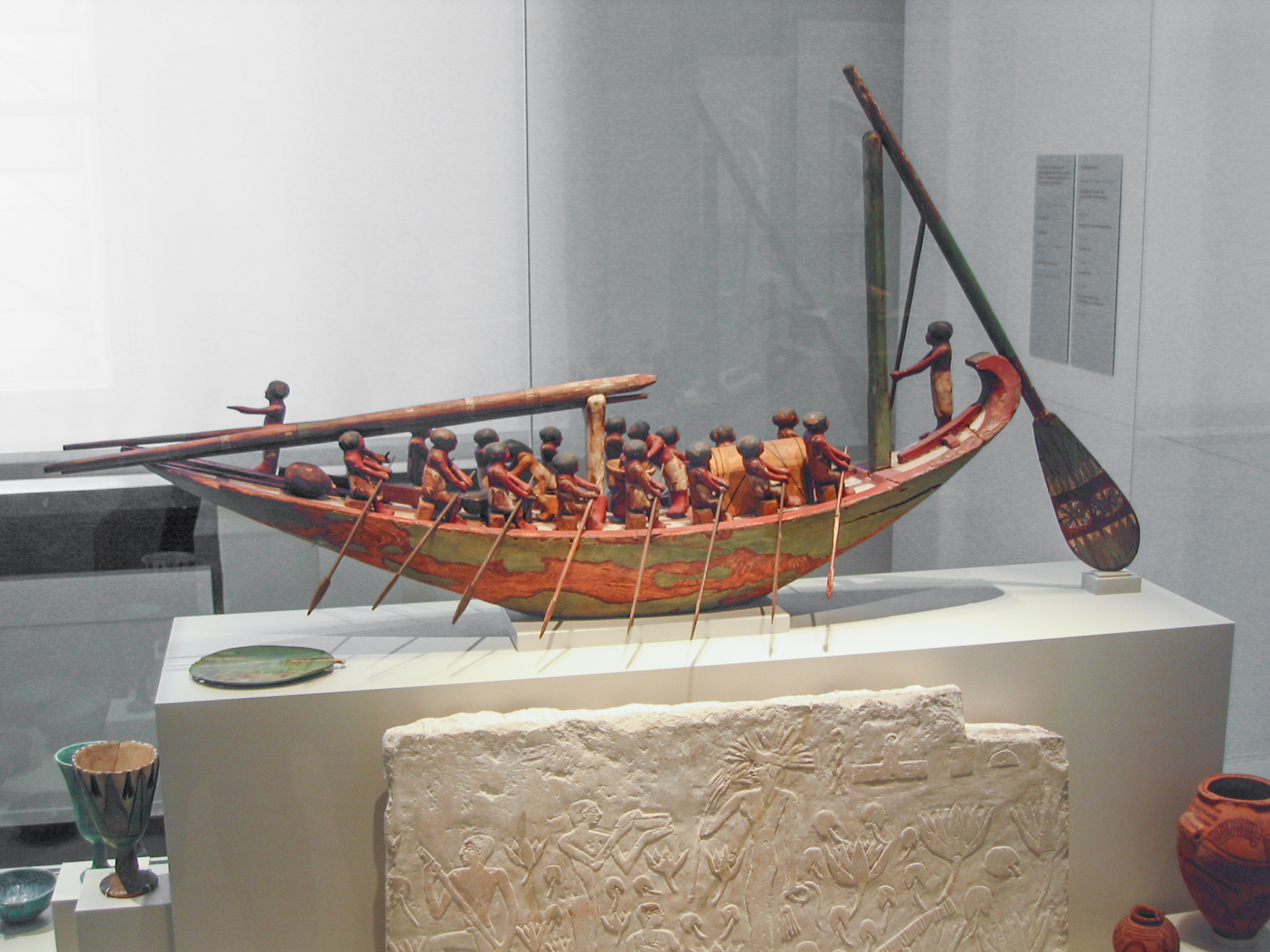
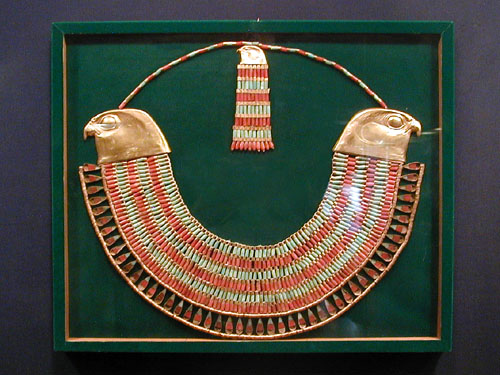
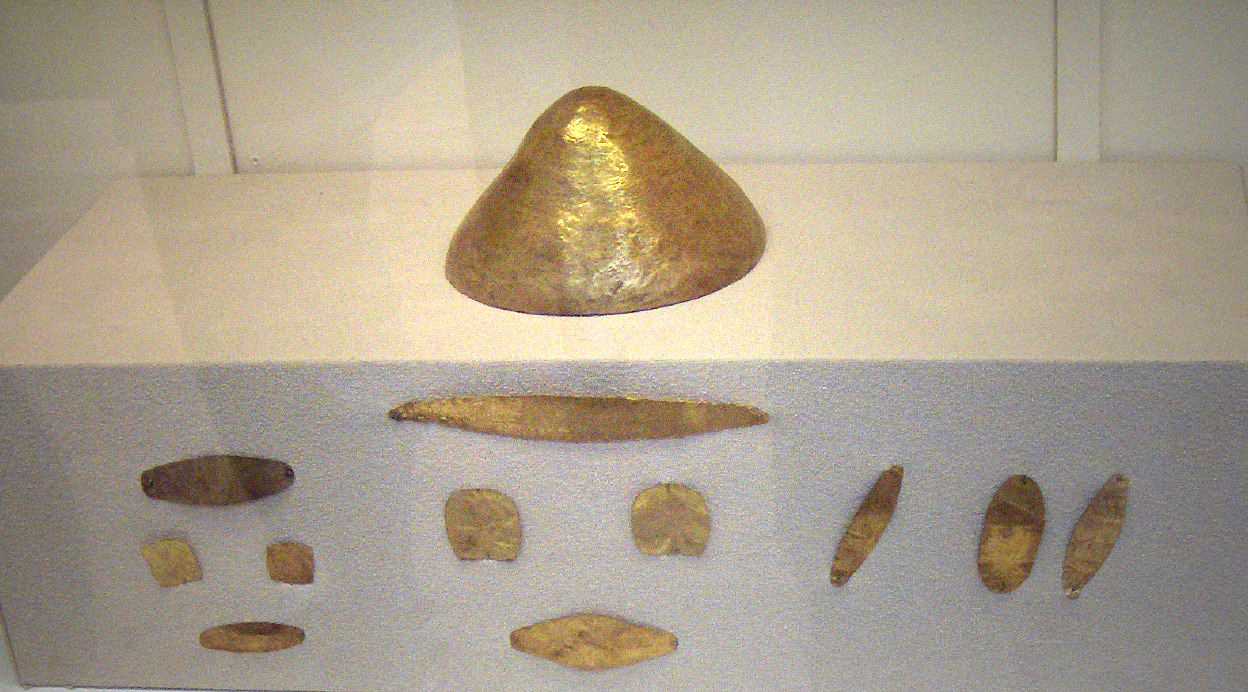
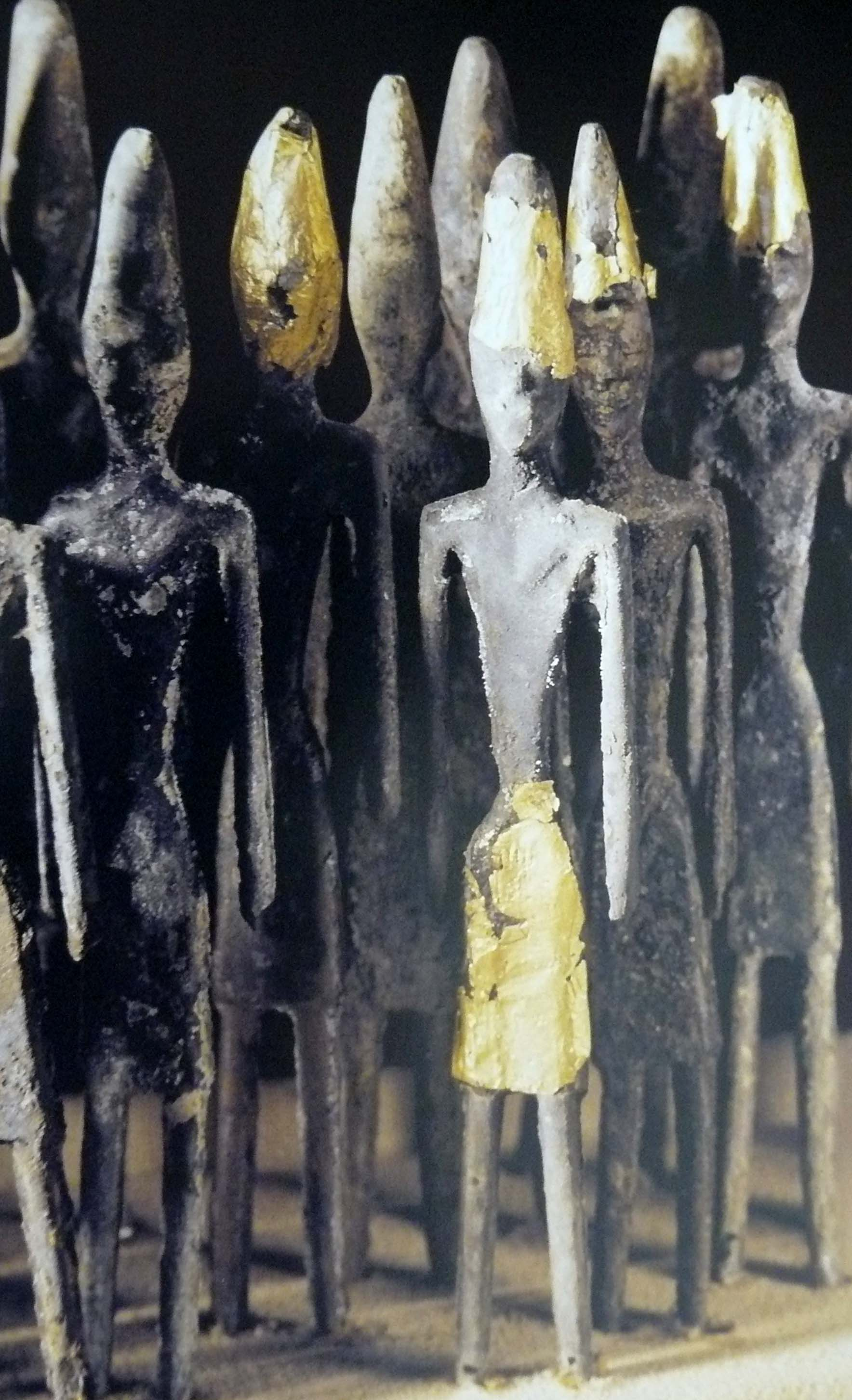
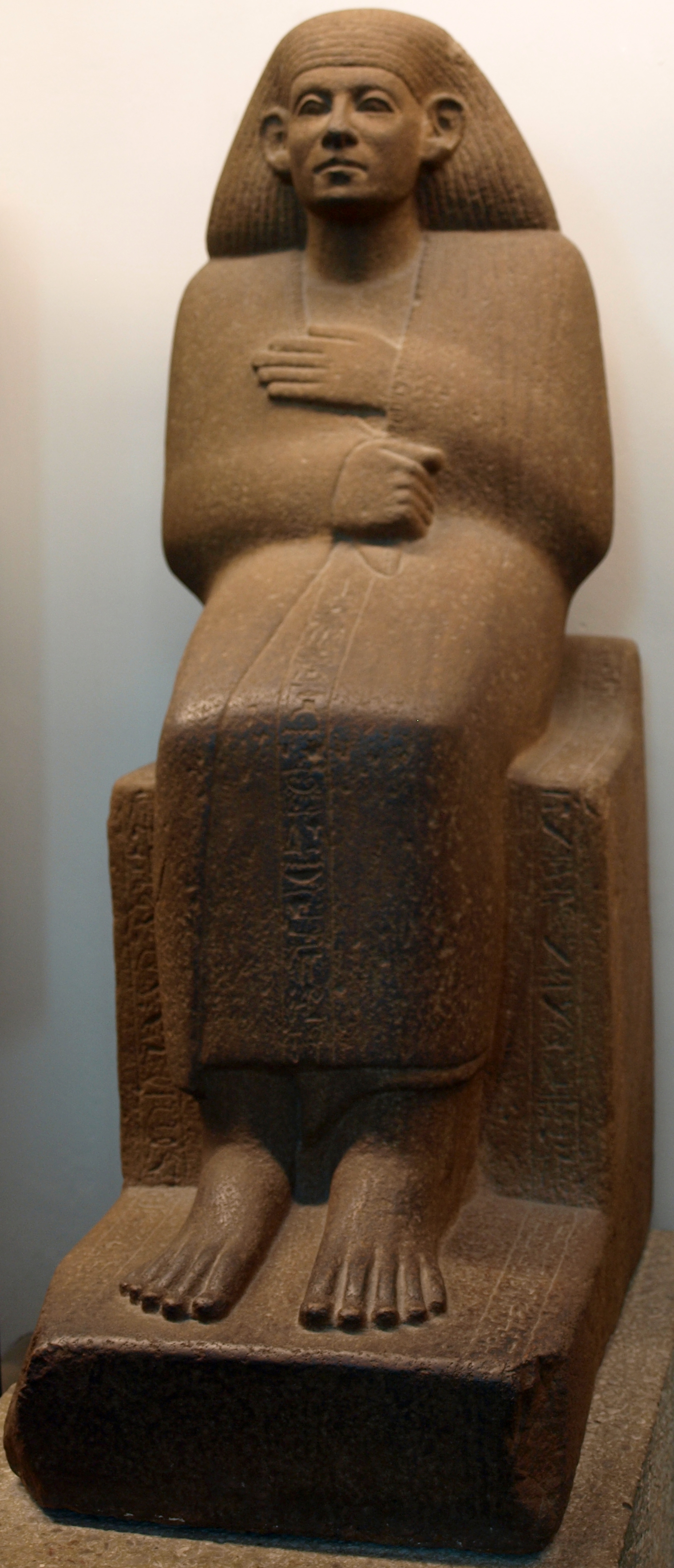
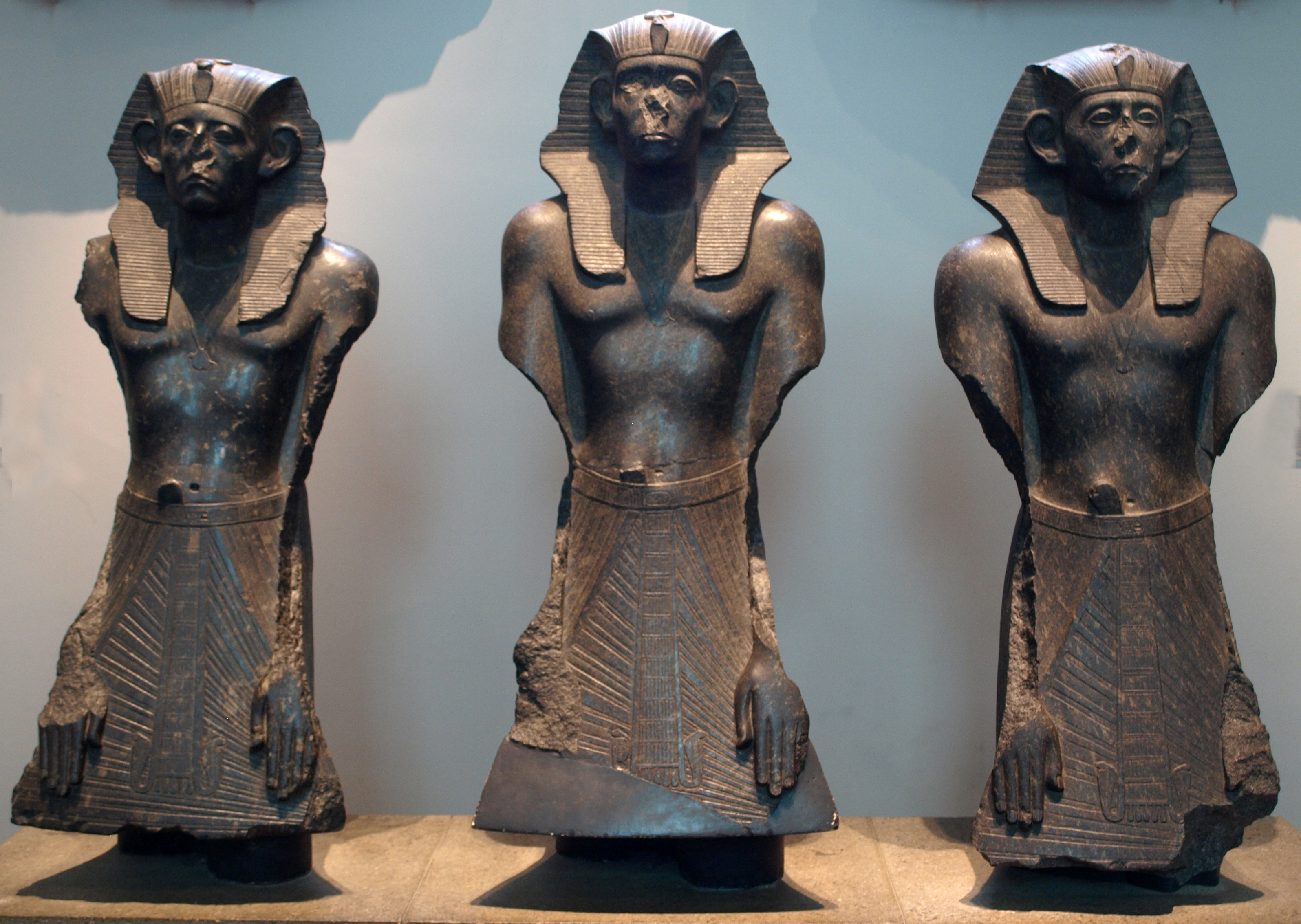
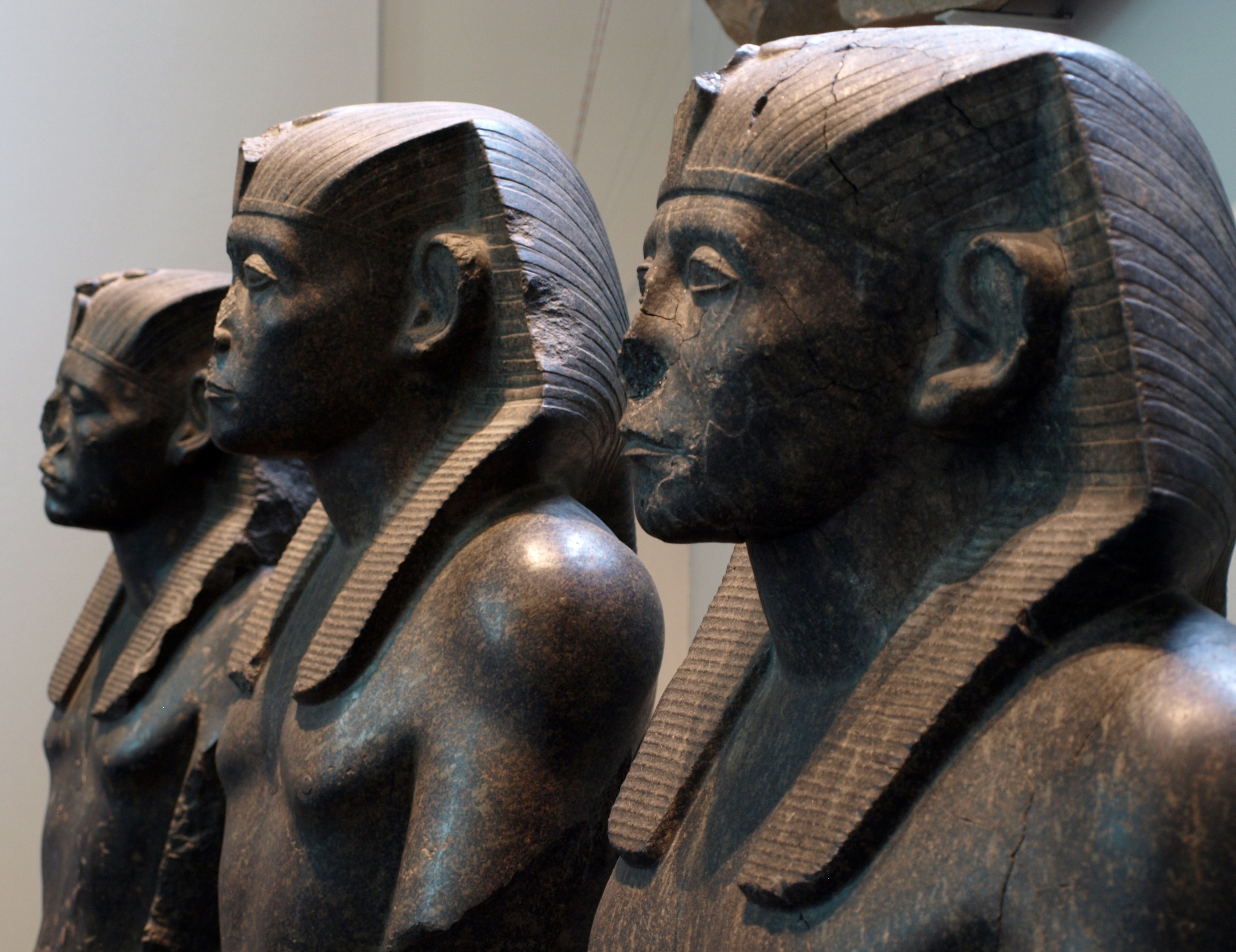
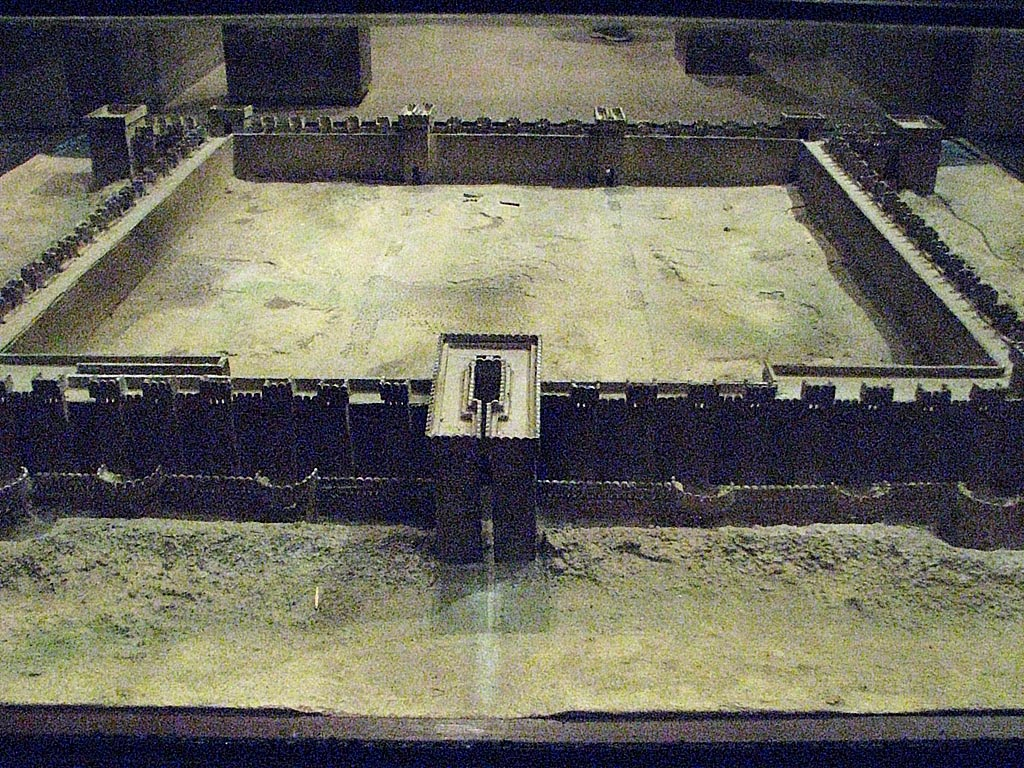
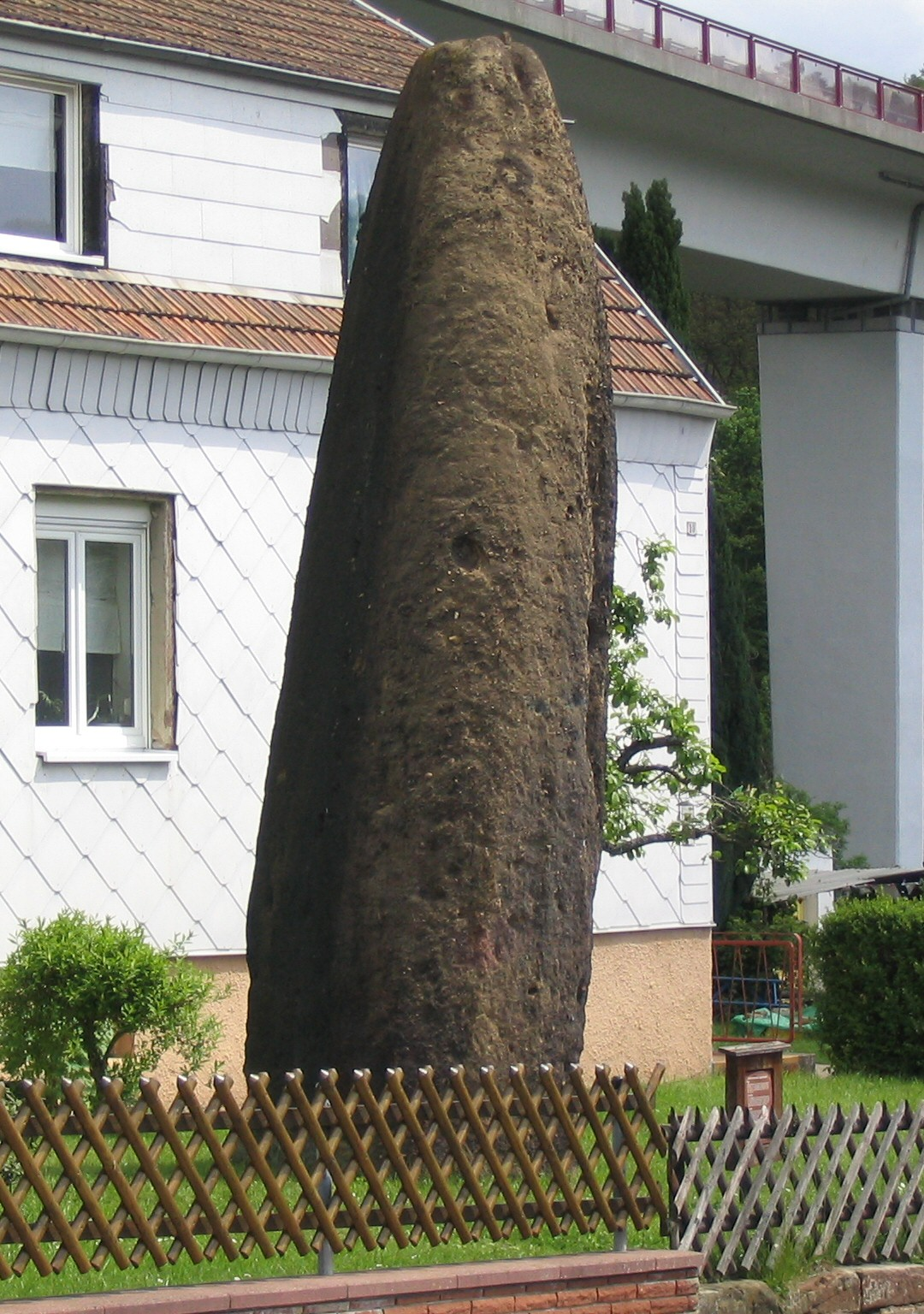
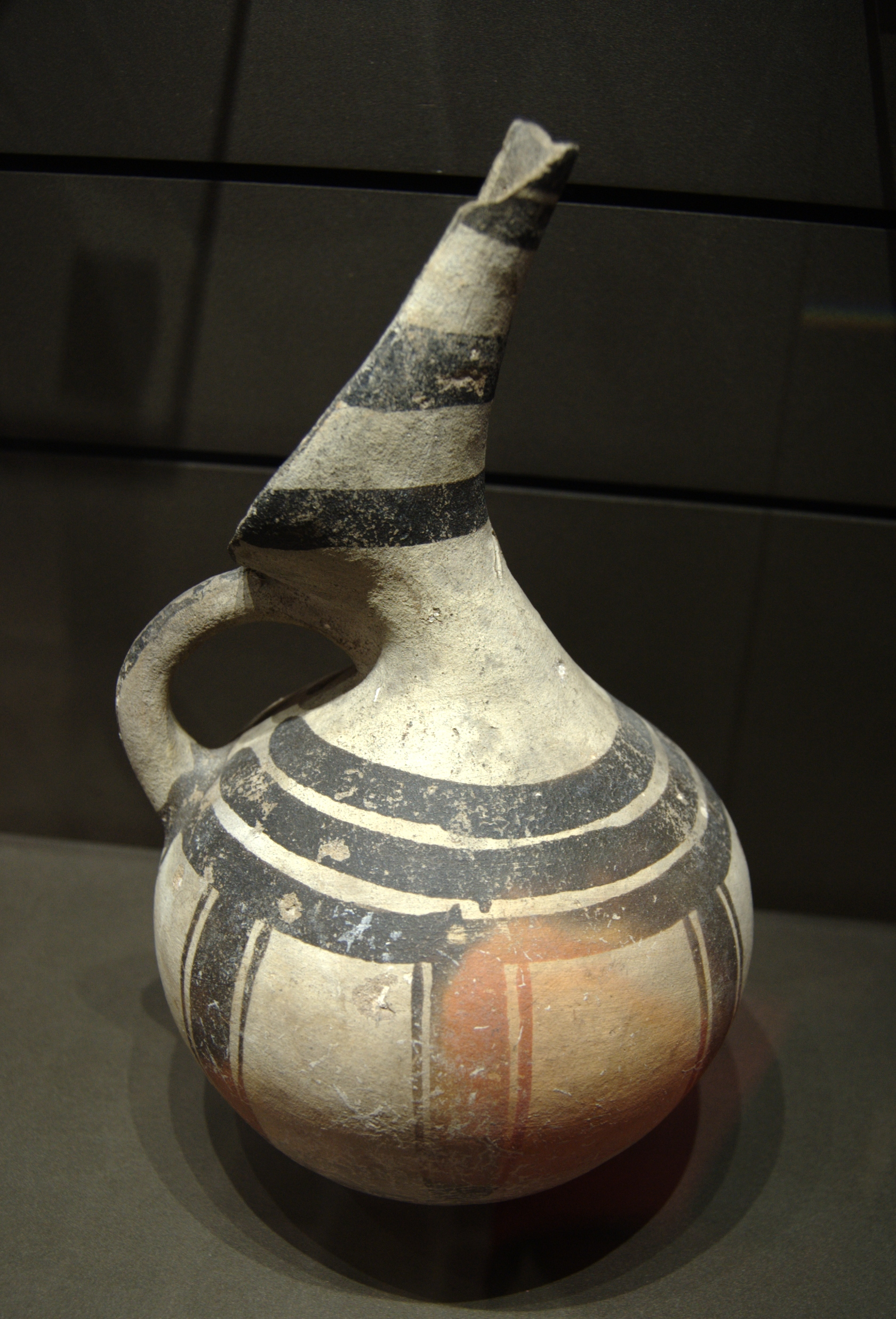
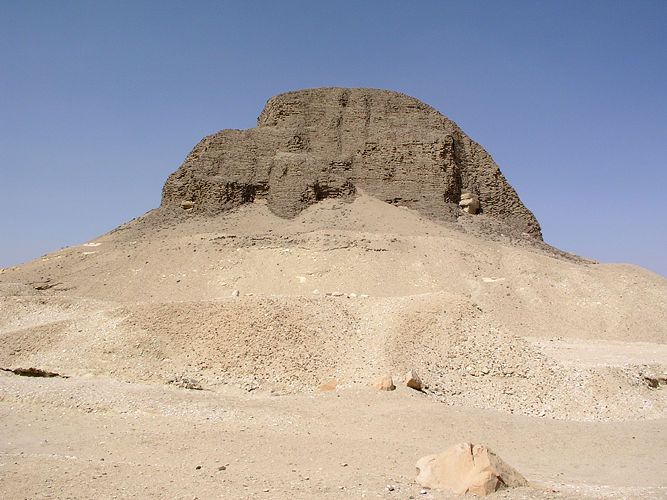
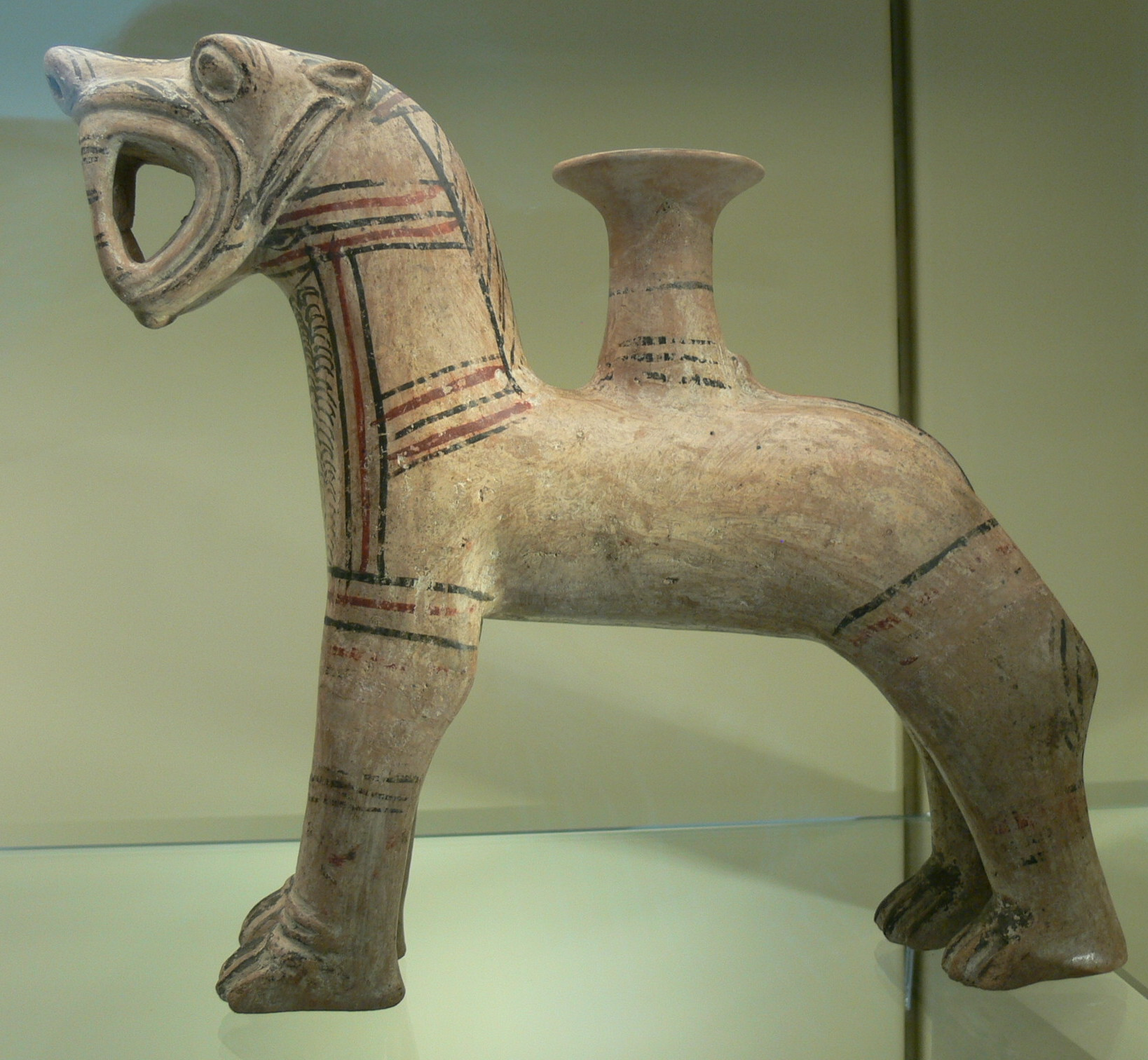
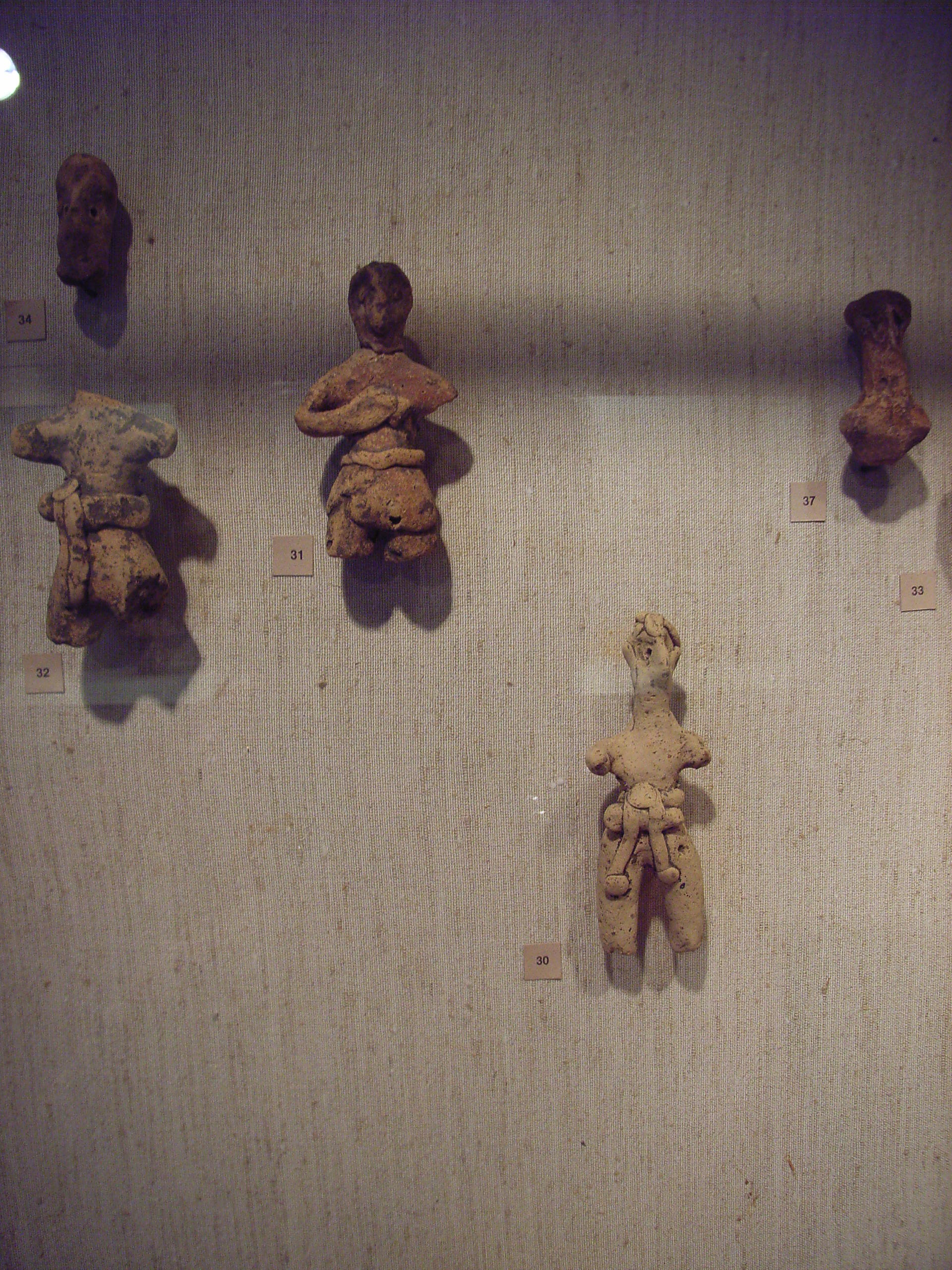
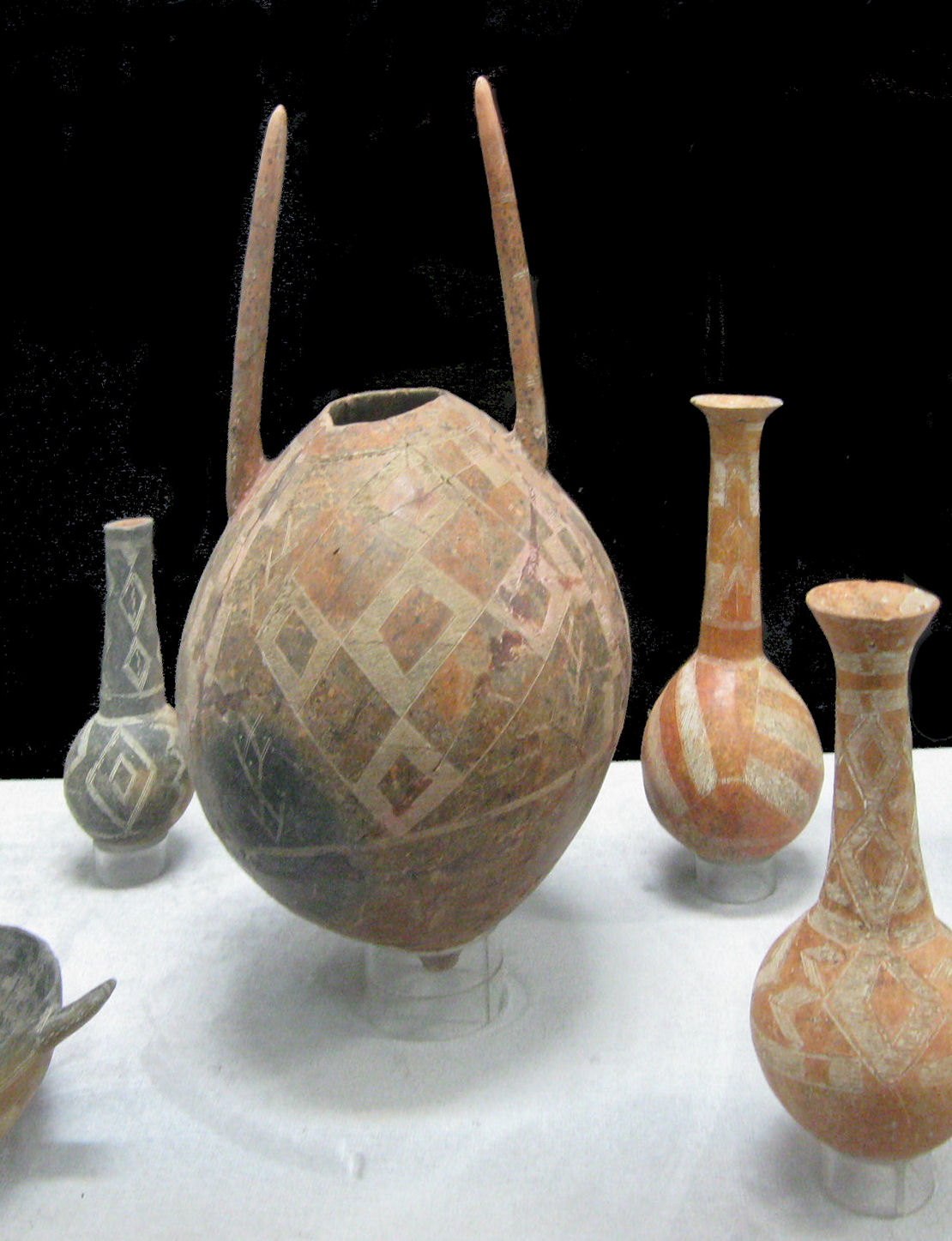
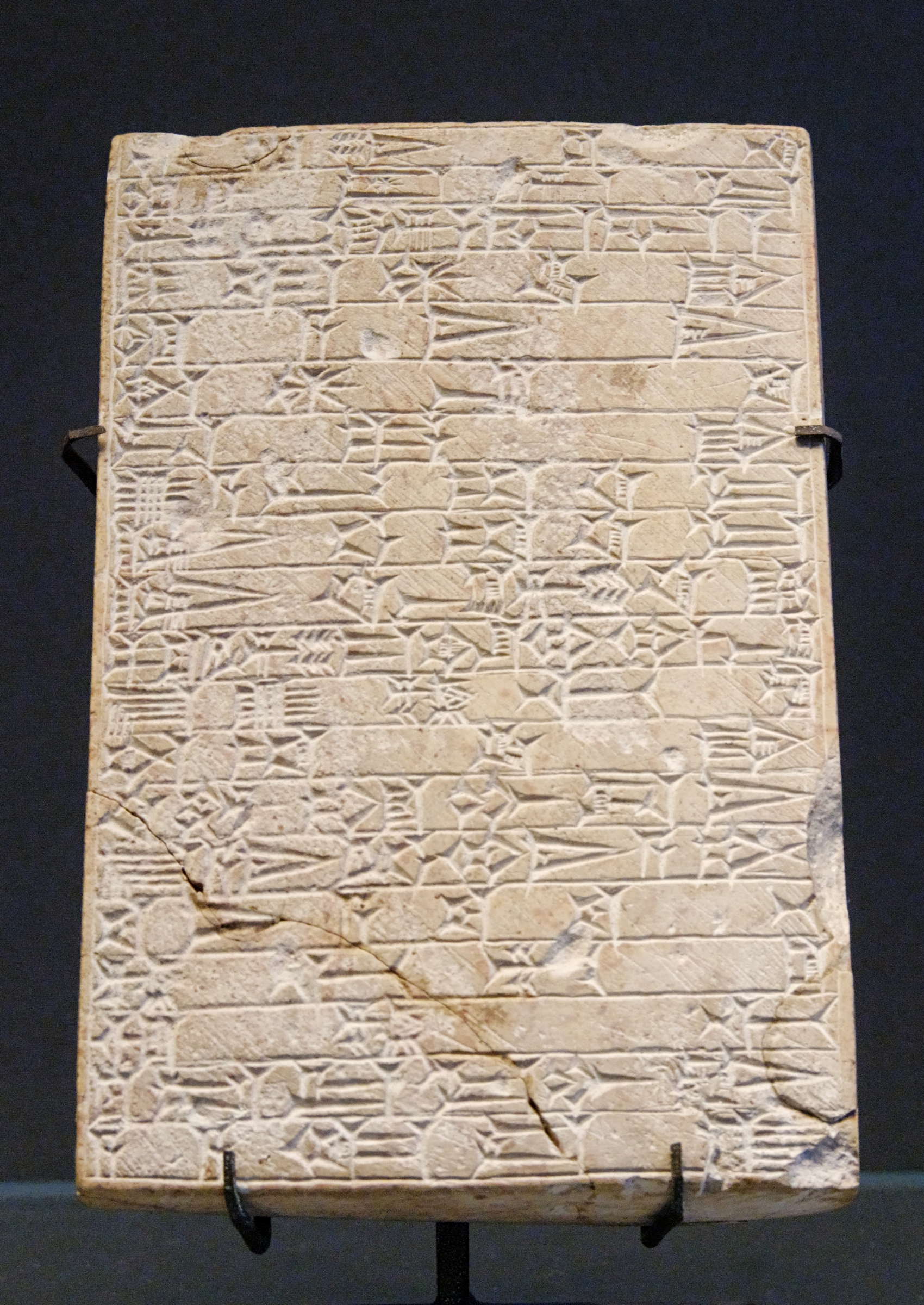
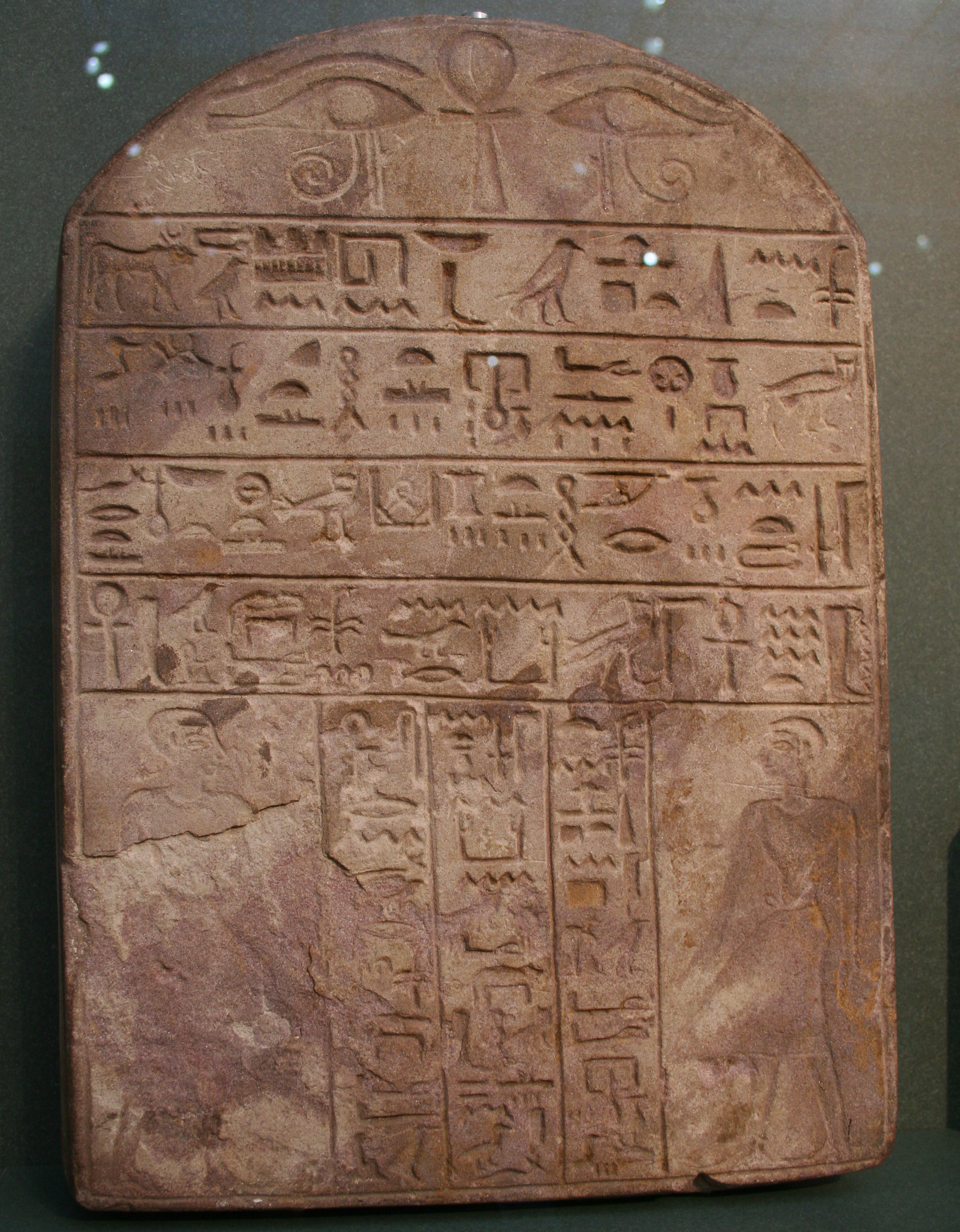
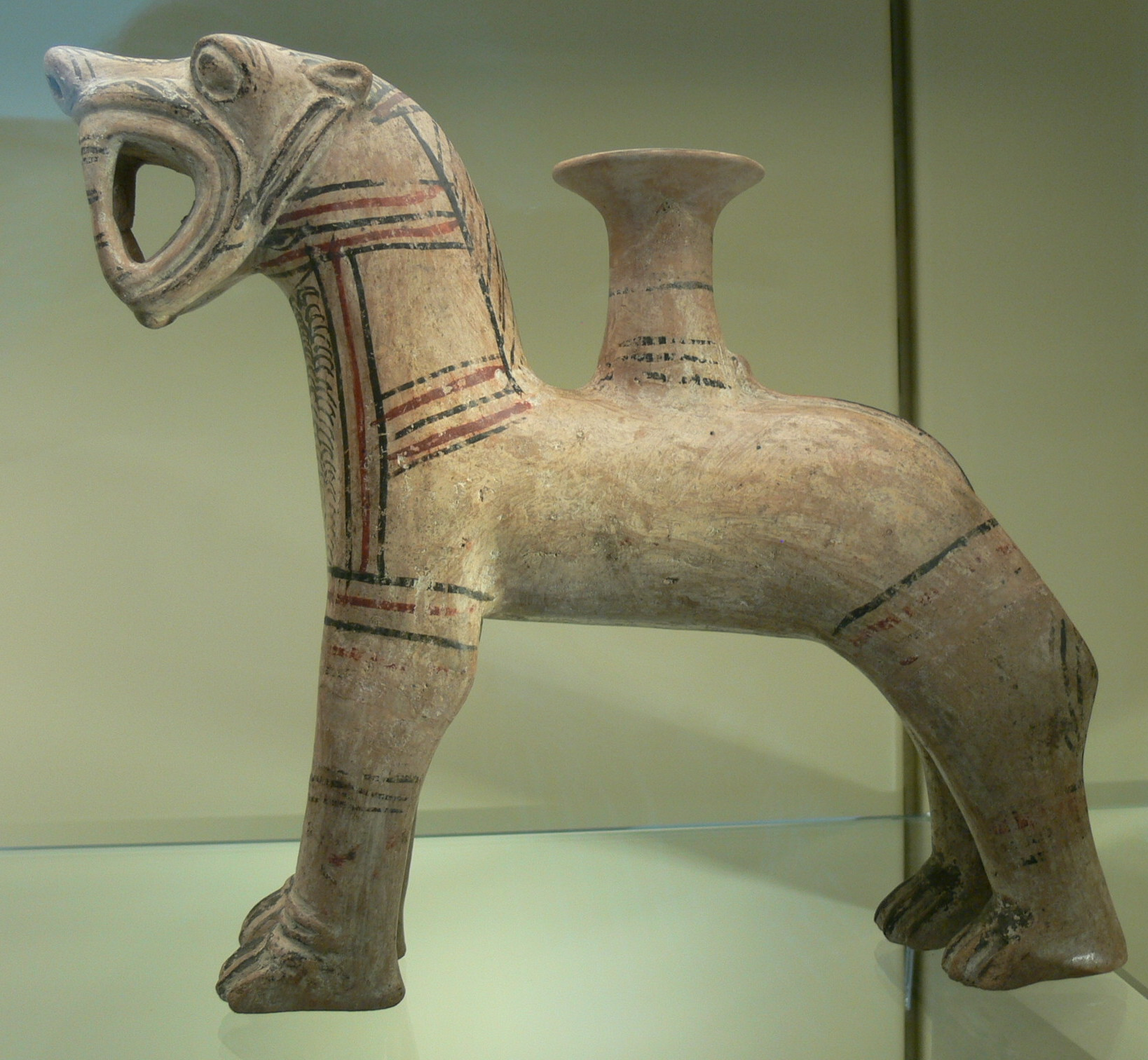
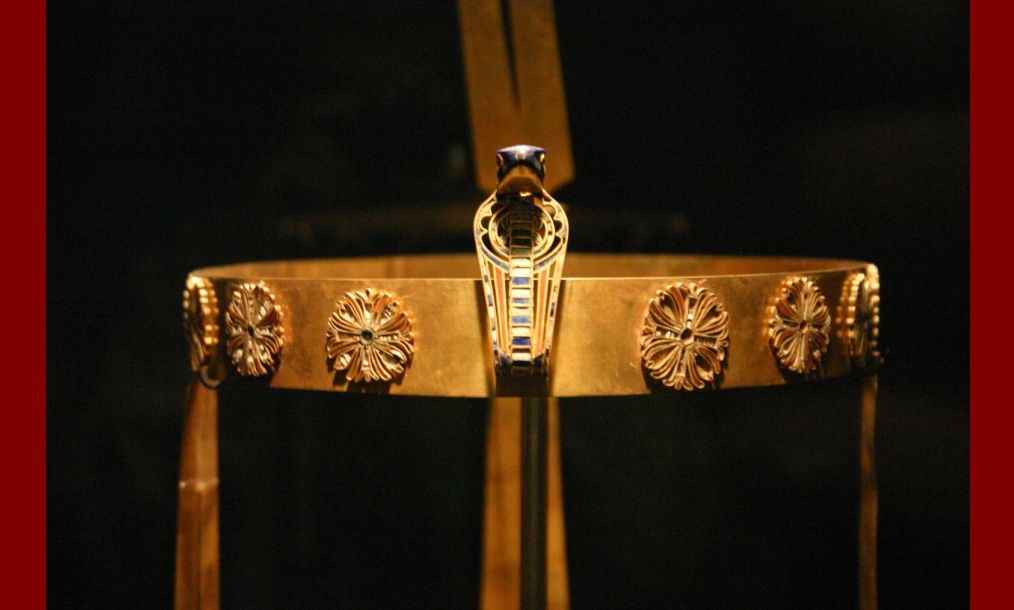
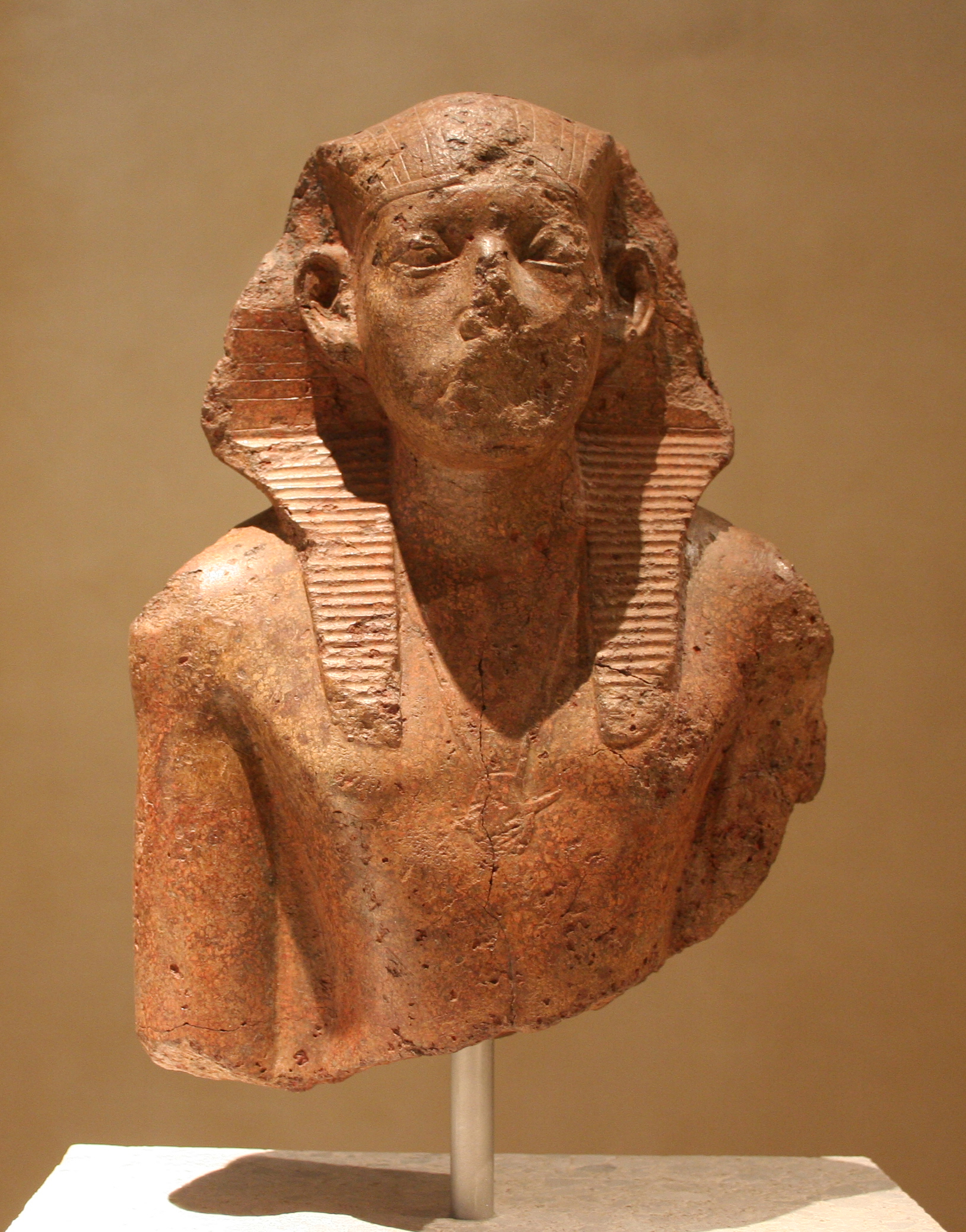
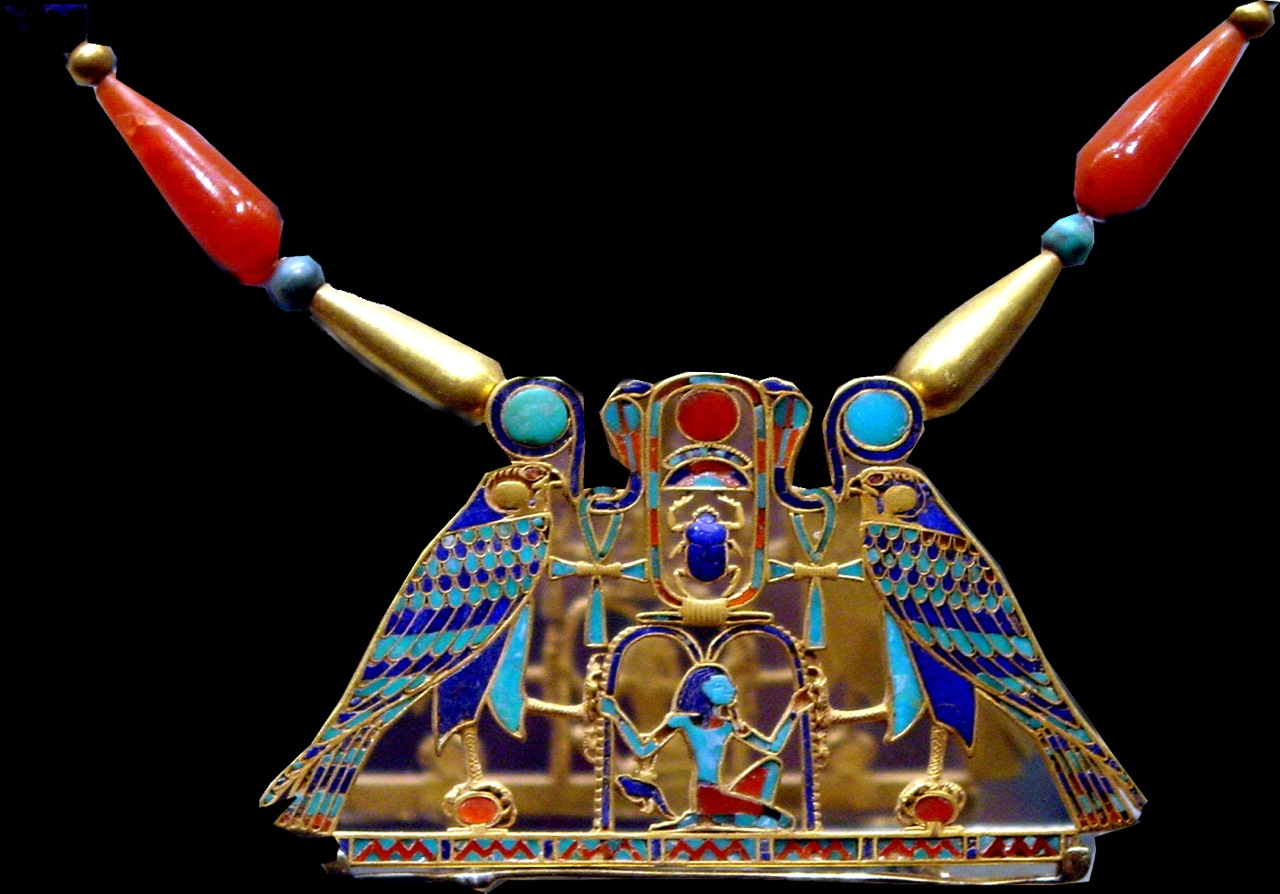
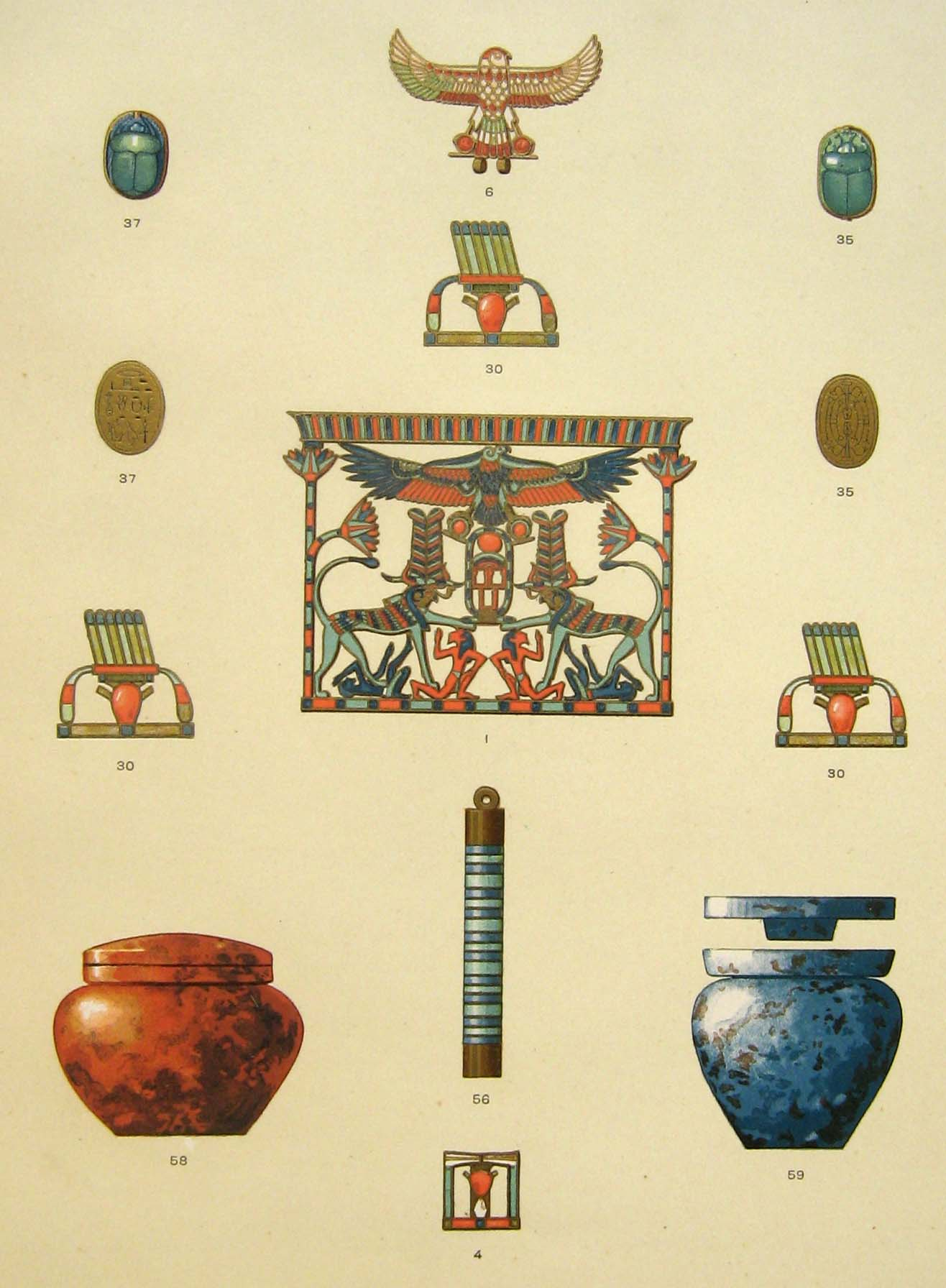
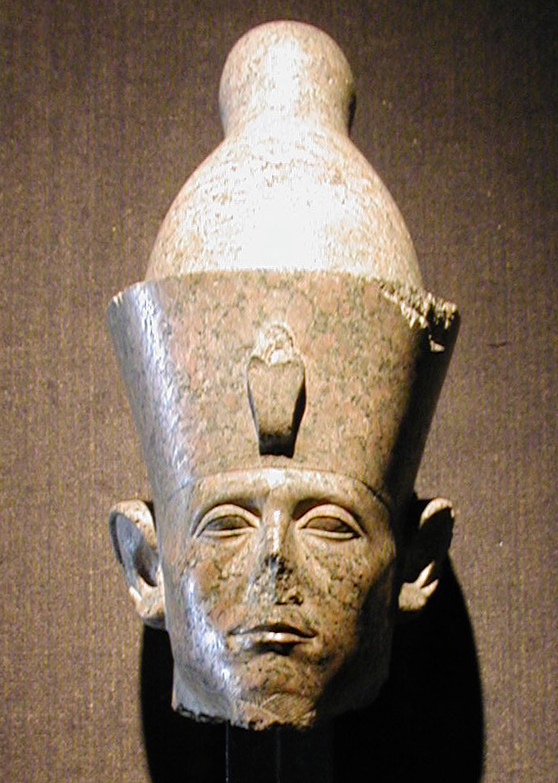
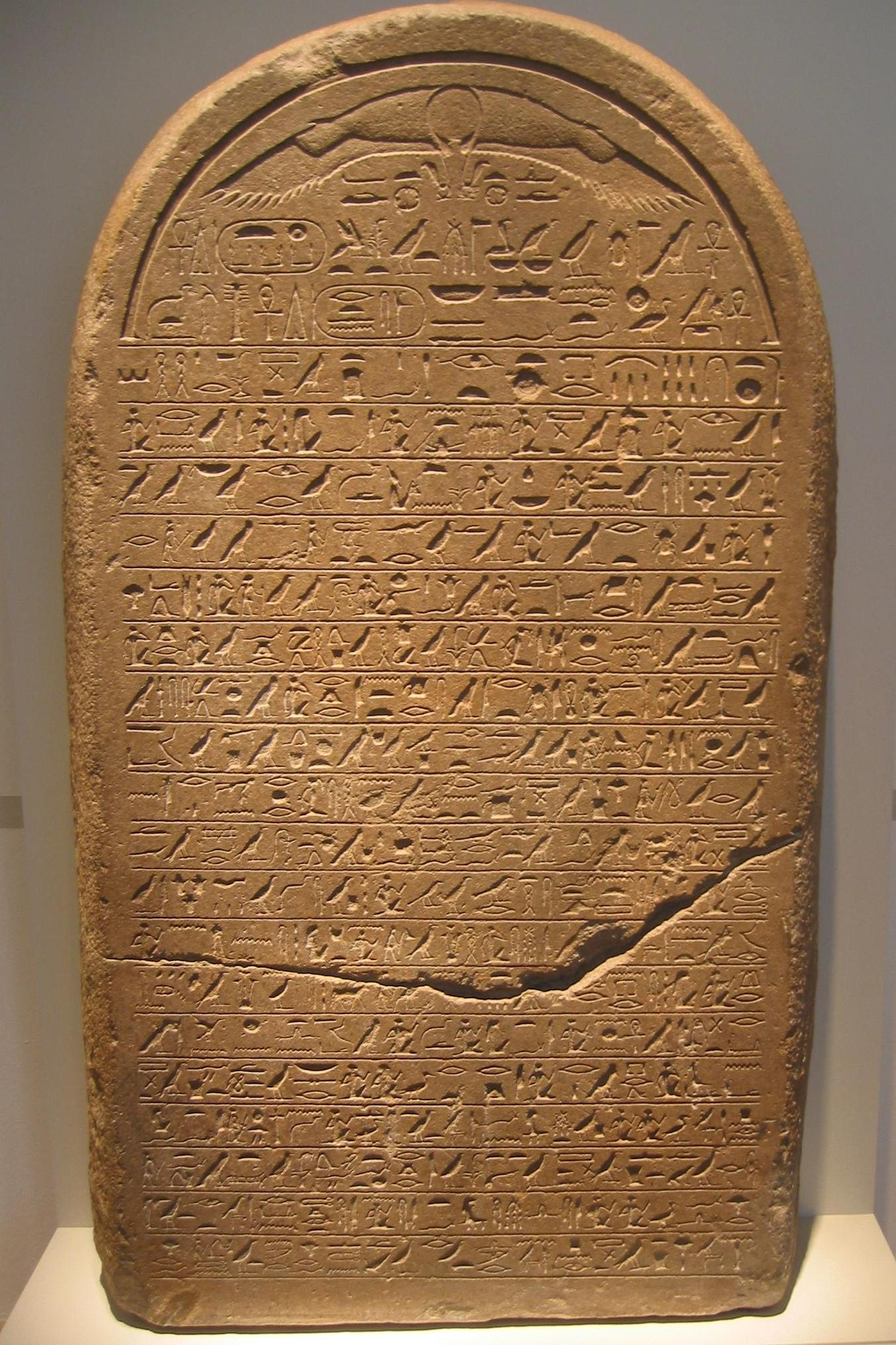
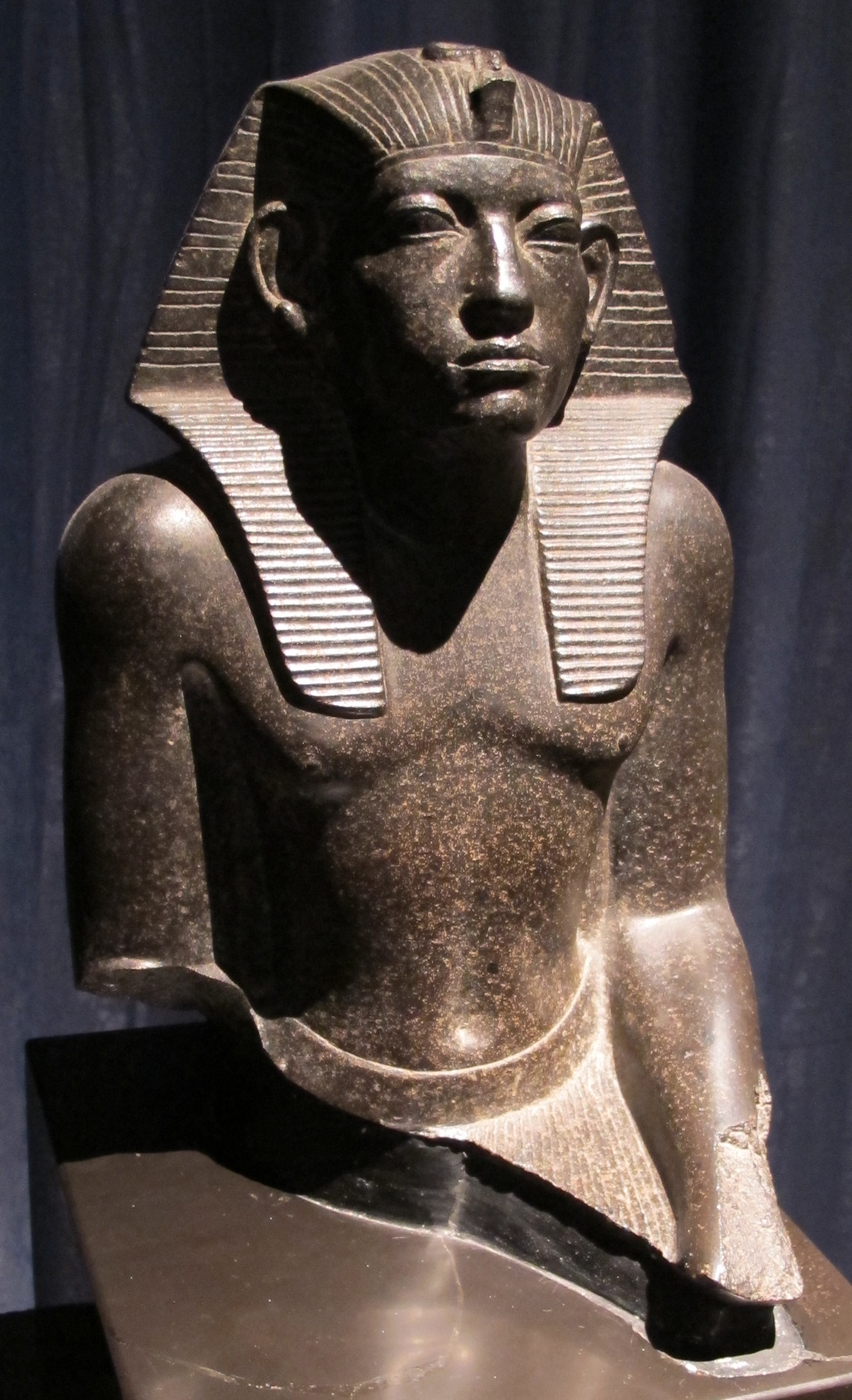
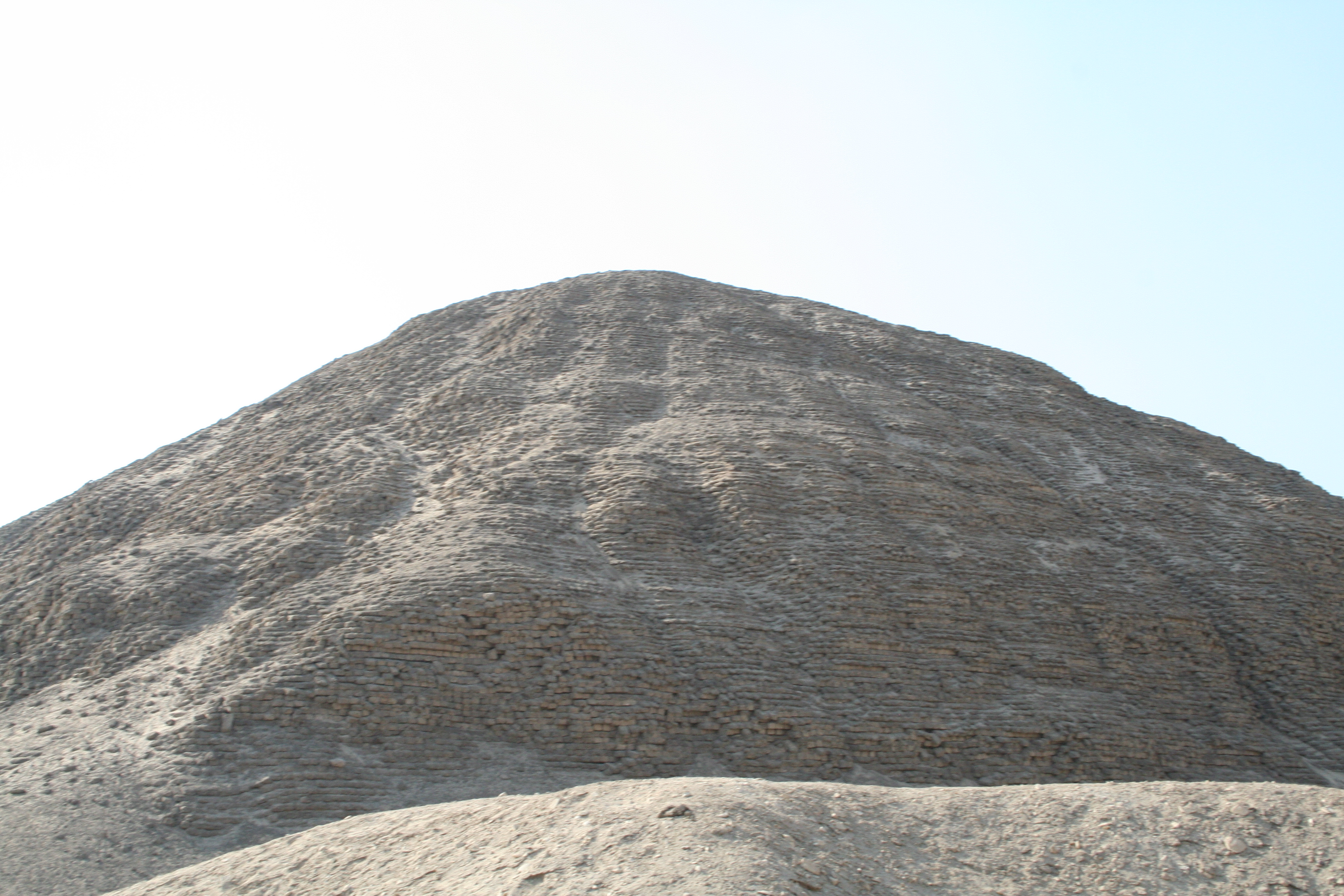
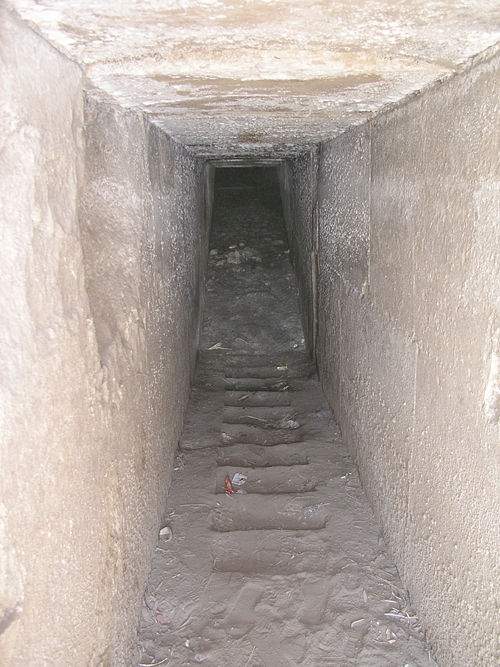
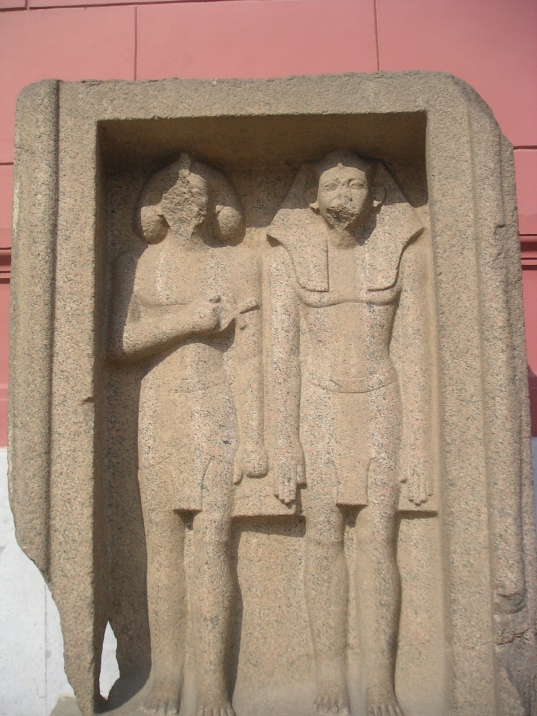
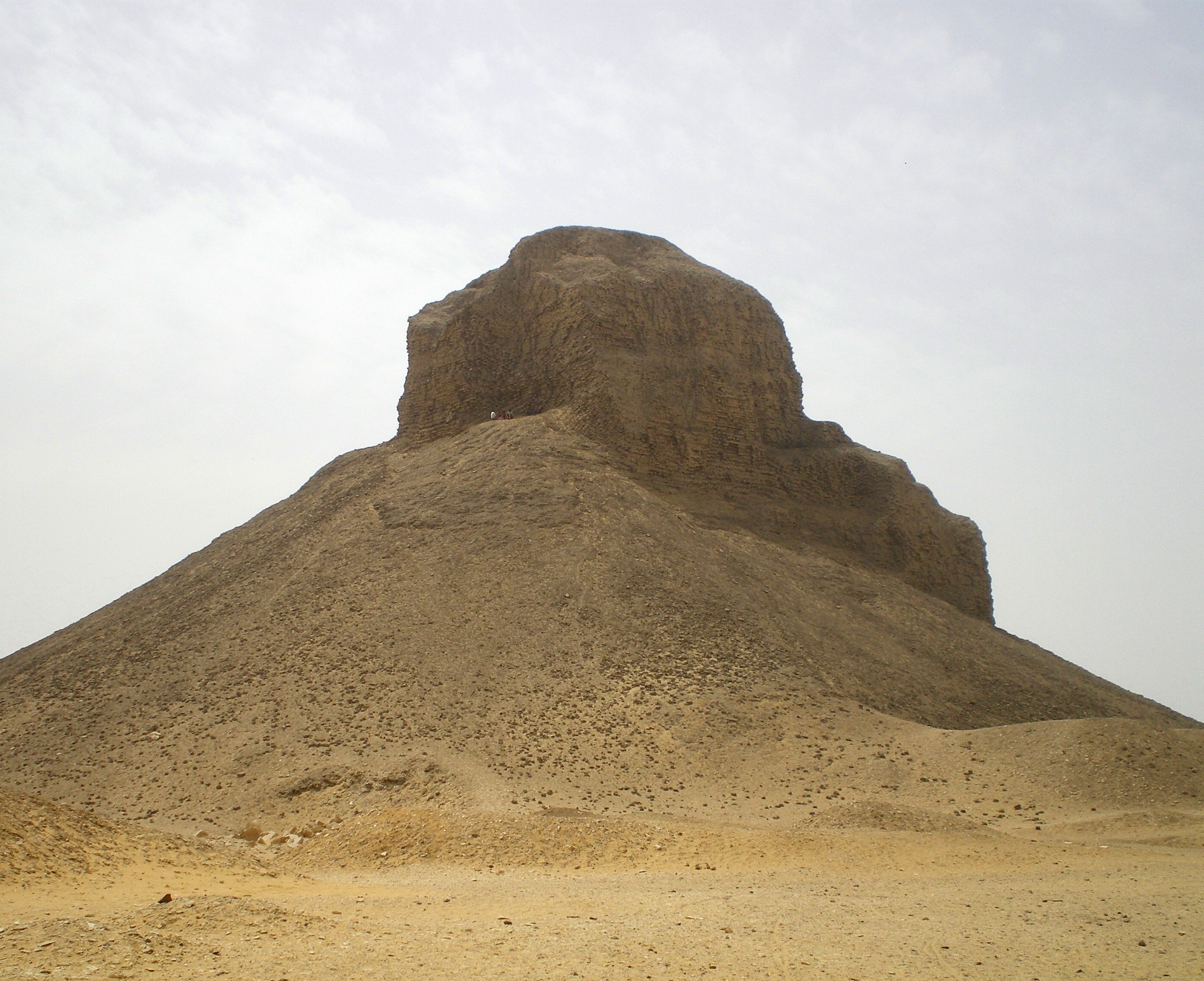

## Oameni importanți

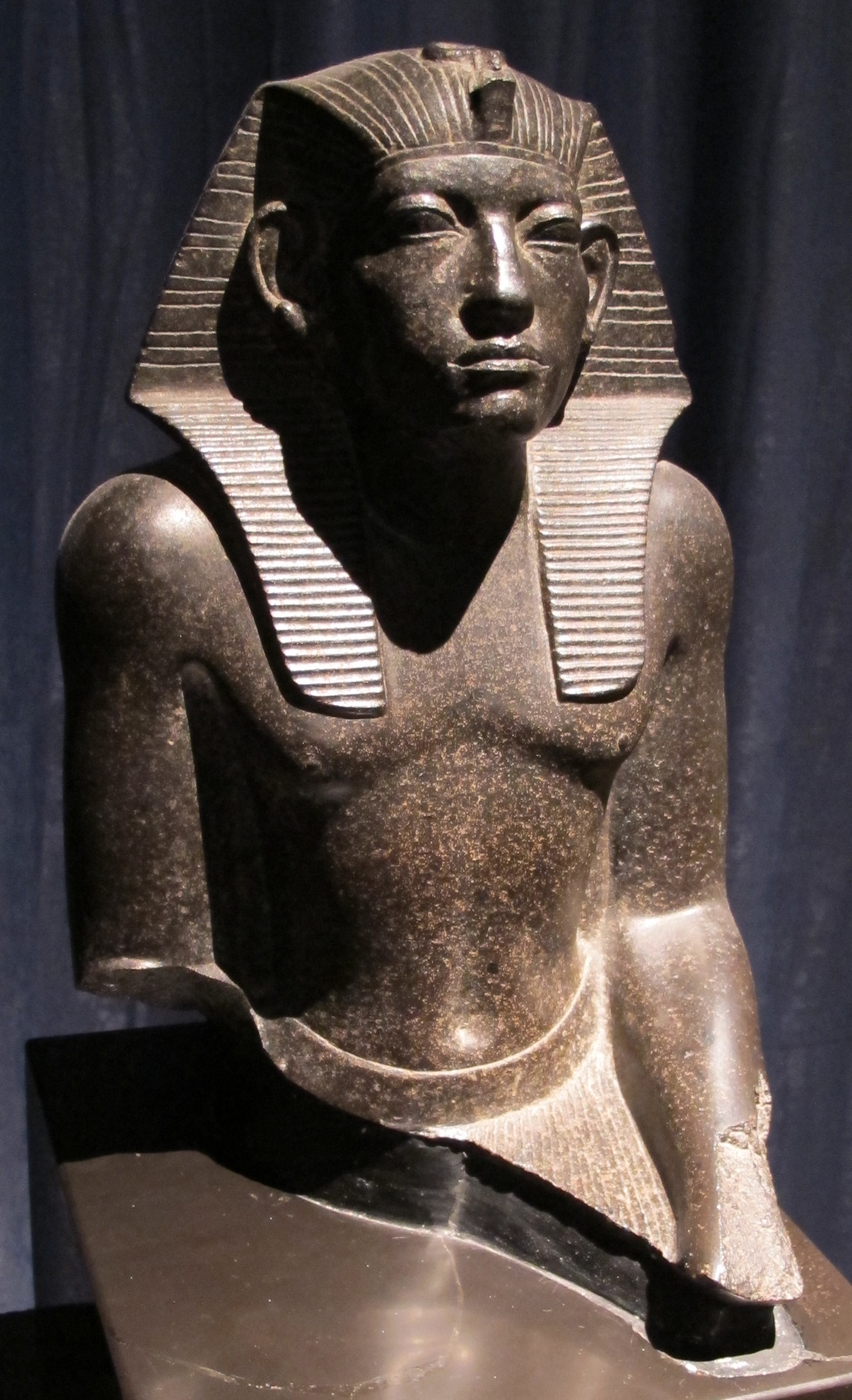

- Amenemhat III
- Amenemhat II
- Amenemhat III
- Amenemhat IV
- Senusret II
- Senusret III
- Sobekneferu

## Decenii
| Anii 1890 î.Hr. | Anii 1880 î.Hr. | Anii 1870 î.Hr. | Anii 1860 î.Hr. | Anii 1850 î.Hr. | Anii 1840 î.Hr. | Anii 1830 î.Hr. | Anii 1820 î.Hr. | Anii 1810 î.Hr. | Anii 1800 î.Hr. |